# The Bodyguard: Original Soundtrack Album
The Bodyguard: Original Soundtrack Album è la colonna sonora del film Guardia del corpo, pubblicato il 17 novembre 1992 per l'Arista Records, e comprende sei canzoni di Whitney Houston, oltre altre canzoni di altri noti artisti. L'album è stato prodotto da Whitney Houston e Clive Davis. Con oltre 50 milioni di copie vendute, è la colonna sonora più venduta nella storia, nonché l'album più venduto nella storia da una cantante femminile ed è inoltre il terzo album più venduto nella storia della musica.
La colonna sonora vinse il Grammy Award all'album dell'anno nel 1994. Solo altre due colonne sonore hanno ottenuto tale riconoscimento, Saturday Night Fever e O Brother, Where Art Thou?.
In seguito alla morte della Houston, la colonna sonora è riuscita a vendere ulteriori 212 000 copie nei primi sei mesi del 2012 negli Stati Uniti.

## Tracce
1. Whitney Houston – I Will Always Love You – 4:31 (Dolly Parton)
2. Whitney Houston – I Have Nothing – 4:48 (David Foster/Linda Thompson-Jenner)
3. Whitney Houston – I'm Every Woman – 4:45 (Nickolas Ashford/Valerie Simpson)
4. Whitney Houston – Run to You – 4:22 (Jud J. Friedman/Allan Rich)
5. Whitney Houston – Queen of the Night – 3:08 (Whitney Houston/Babyface/L.A. Reid/Daryl Simmons)
6. Whitney Houston – Jesus Loves Me – 5:11 (Cedric Caldwell/BeBe Winans)
7. Kenny G featuring Aaron Neville – Even If My Heart Would Break – 4:58 (Franne Golde/Adrian Gurvitz)
8. Lisa Stansfield – Someday (I'm Coming Back) – 4:57 (Ian Devaney/Andy Morris/Lisa Stansfield)
9. The S.O.U.L. S.Y.S.T.E.M. – It's Gonna Be A Lovely Day – 4:47 (Robert Clivillés/David Cole/Tommy Never/Skip Scarborough/Michelle Visage/Bill Withers)
10. Curtis Stigers – (What's So Funny 'Bout) Peace, Love, and Understanding – 4:04 (Nick Lowe)
11. Kenny G – Waiting for You – 4:58 (Kenny G)
12. Joe Cocker featuring Sass Jordan – Trust In Me – 4:12 (Francesca Beghe/Charlie Midnight/Marc Swersky)
13. Alan Silvestri – Theme from The Bodyguard – 2:40 (Alan Silvestri)

Durata totale: 57:21

## Classifiche

### Classifiche settimanali
| Classifica        | Posizione massima |
| ----------------- | ----------------- |
| Australia         | 1                 |
| Austria           | 1                 |
| Canada            | 1                 |
| Paesi Bassi       | 1                 |
| Europa            | 1                 |
| Finlandia         | 1                 |
| Francia           | 1                 |
| Germania          | 1                 |
| Ungheria          | 1                 |
| Italia            | 1                 |
| Giappone          | 1                 |
| Nuova Zelanda     | 1                 |
| Norvegia          | 1                 |
| Spagna            | 1                 |
| Svezia            | 1                 |
| Svizzera          | 1                 |
| Regno Unito[A]    | 1                 |
| Stati Uniti       | 1                 |
| Album R&B/Hip-Hop | 1                 |
| Classifica (2012) | Posizione massima |
| Grecia            | 56                |
| Messico           | 93                |
| Polonia           | 45                |
| Stati Uniti       | 5                 |

### Classifiche annuali
| Paese (1993)                   | Posizione |
| ------------------------------ | --------- |
| Australia                      | 1         |
| Austria                        | 1         |
| Canada                         | 3         |
| Italia                         | 8         |
| Giappone                       | 3         |
| Svizzera                       | 4         |
| Stati Uniti                    | 1         |
| Stati Uniti Top Album R&B      | 1         |
| Stati Uniti Top Colonne sonore | 1         |
| Classifica (1994)              | Posizione |
| Francia                        | 23        |
| Giappone                       | 79        |
| Classifica (1995)              | Posizione |
| Belgio Vallonia                | 77        |

### Classifiche di fine decennio
| Classifica (1990–1999) | Posizione |
| ---------------------- | --------- |
| Stati Uniti            | 2         |